# Lista de prêmios e indicações recebidos por Carrossel (telenovela)
Aqui são listados os prêmios e indicações recebidos por Carrossel, uma telenovela brasileira produzida e exibida pelo Sistema Brasileiro de Televisão. Escrita por Íris Abravanel e dirigida inicialmente por Del Rangel (mais tarde substituído por Reynaldo Boury), é inspirada na telenovela mexicana homônima escrita por Valentín Pimstein que, por sua vez, havia sido inspirada na telenovela argentina Jacinta Pichimahuida, la maestra que no se olvida, criada por Abel Santa Cruz. Carrossel teve seu primeiro capítulo exibido em 21 de maio de 2012, substituindo Corações Feridos.
Rosanne Mulholland interpreta a personagem principal, numa trama que narra o cotidiano de uma sala de aula primária, onde dezesseis crianças vivem os primeiros problemas de suas vidas. Na versão mexicana, a personagem principal foi vivida por Gabriela Rivero. Larissa Manoela, Jean Paulo Campos, Thomaz Costa, Ana Zimerman, Lucas Santos, Maisa Silva, Guilherme Seta, Nicholas Torres, Gustavo Daneluz, Esther Marcos, Fernanda Concon, Konstantino Atan, Matheus Ueta, Léo Belmonte, Stefany Vaz, Aysha Benelli e Victória Diniz interpretam os demais papéis principais da história.

## Prêmios

### Meus Prêmios Nick
A personagem de Maisa Silva foi indicada à categoria de "Personagem de TV Favorito", na premiação anual promovida pela Nickelodeon Brasil, Meus Prêmios Nick 2012, que foi apresentada por Rodrigo Faro, em São Paulo.
| Prêmio            | Categoria                 | Indicação   | Resultado |
| ----------------- | ------------------------- | ----------- | --------- |
| Meus Prêmios Nick | Personagem de TV Favorito | Maisa Silva | Indicado  |

### PrêmioMarketing Best
A 25° edição do Prêmio Marketing Best realizada no dia 29 de novembro de 2012 premiou a telenovela pela categoria "Publicidade", que licenciou cerca de trezentos produtos. A premiação feita anualmente, tem como objetivo incentivar as empresas brasileiras a se destacarem em planejamentos.
| Prêmio                | Categoria   | Indicação | Resultado |
| --------------------- | ----------- | --------- | --------- |
| Prêmio Marketing Best | Publicidade | —         | Venceu    |

### Prêmio Jovem Brasileiro
A protagonista da trama, Rosanne Mulholland, venceu, na categoria de "melhor atriz juvenil", o prêmio paulista Jovem Brasileiro, uma cerimônia de premiação diversa promovida pela Agência Zapping, idealizado pelo empresário Guto Melo, que organizou o primeiro evento, em 2002, para valorização dos jovens em várias áreas de atuação, como televisão, música e esportes.
| Prêmio                  | Categoria          | Indicação          | Resultado |
| ----------------------- | ------------------ | ------------------ | --------- |
| Prêmio Jovem Brasileiro | Melhor Atriz Jovem | Rosanne Mulholland | Venceu    |

### Prêmio Extra de Televisão
A telenovela recebeu duas indicações em uma categoria do Prêmio Extra de Televisão, promovido pelo jornal homônimo, que premia revelações e atores populares da televisão brasileira.
| Prêmio                    | Categoria          | Indicação         | Resultado |
| ------------------------- | ------------------ | ----------------- | --------- |
| Prêmio Extra de Televisão | Revelação Infantil | Larissa Manoela   | Indicado  |
| Prêmio Extra de Televisão | Revelação Infantil | Jean Paulo Campos | Indicado  |

### Prêmio Raça Negra
O ator Jean Paulo Campos venceu a categoria "cultura negra", juntamente com Cacau Protásio e Renato Sorriso, no Prêmio Raça Negra 2012, que prestigia negros populares e representativos durante o ano. A edição apresenta danças africanas e homenagens.
| Prêmio     | Categoria     | Indicação         | Resultado |
| ---------- | ------------- | ----------------- | --------- |
| Raça Negra | Cultura Negra | Jean Paulo Campos | Venceu    |

### Prêmio Quem de Televisão
A escritora do folhetim, Íris Abravanel, foi indicada ao Prêmio Quem de Televisão, na categoria "melhor autor", que consagra atores de teatro, televisão e cinema populares durante o ano.
| Prêmio                   | Categoria    | Indicação      | Resultado |
| ------------------------ | ------------ | -------------- | --------- |
| Prêmio Quem de Televisão | Melhor Autor | Íris Abravanel | Indicado  |

### Prêmio Contigo de Televisão
No Prêmio Contigo de 2013, promovido pela revista homônima, a telenovela recebeu doze indicações em seis categorias diferentes, tais como melhor novela, ator infantil, atriz infantil, autor e diretor.
| Prêmio                | Categoria              | Indicação          | Resultado |
| --------------------- | ---------------------- | ------------------ | --------- |
| Prêmio Contigo! de TV | Melhor Autor           | Íris Abravanel     | Indicado  |
| Prêmio Contigo! de TV | Melhor Novela          | Íris Abravanel     | Indicado  |
| Prêmio Contigo! de TV | Melhor Atriz de Novela | Rosanne Mulholland | Indicado  |
| Prêmio Contigo! de TV | Melhor Ator Infantil   | Jean Paulo Campos  | Venceu    |
| Prêmio Contigo! de TV | Melhor Ator Infantil   | Leo Belmonte       | Indicado  |
| Prêmio Contigo! de TV | Melhor Ator Infantil   | Lucas Santos       | Indicado  |
| Prêmio Contigo! de TV | Melhor Ator Infantil   | Nicholas Torres    | Indicado  |
| Prêmio Contigo! de TV | Melhor Atriz Infantil  | Aysha Benelli      | Indicado  |
| Prêmio Contigo! de TV | Melhor Atriz Infantil  | Larissa Manoela    | Indicado  |
| Prêmio Contigo! de TV | Melhor Atriz Infantil  | Maisa Silva        | Indicado  |
| Prêmio Contigo! de TV | Melhor Atriz Infantil  | Stefany Vaz        | Indicado  |
| Prêmio Contigo! de TV | Melhor Diretor         | Reynaldo Boury     | Indicado  |

### Troféu Imprensa
O Troféu Imprensa e Internet são premiações feitas em um evento que consagra os melhores do ano sob o título de "o oscar da televisão brasileira". A telenovela recebeu quatro indicações, vencendo duas.
| Prêmio          | Categoria     | Indicação         | Resultado |
| --------------- | ------------- | ----------------- | --------- |
| Troféu Imprensa | Melhor novela | —                 | Indicado  |
| Troféu Imprensa | Revelação     | Jean Paulo Campos | Venceu    |
| Troféu Imprensa | Revelação     | Larissa Manoela   | Indicado  |
| Troféu Internet | Revelação     | Larissa Manoela   | Venceu    |

## Premiações digitais

### UOL PopTevê
Em votação promovida pelo site UOL, através do prêmio "Melhores do Ano de PopTevê", a telenovela havia sido indicada à uma série de categorias, das quais Jean Paulo Campos venceu como "revelação".
| Site responsável | Categoria       | Indicação          | Resultado |
| ---------------- | --------------- | ------------------ | --------- |
| UOL Pop Tevê     | Ator Revelação  | Jean Paulo Campos  | Venceu    |
| UOL Pop Tevê     | Atriz Revelação | Larissa Manoela    | Indicado  |
| UOL Pop Tevê     | Melhor Atriz    | Rosanne Mulholland | Indicado  |
| UOL Pop Tevê     | Melhor Novela   | —                  | Indicado  |

### Retrospectiva 2013
Em votação promovida pelo site da UOL, Carrossel foi indicada para a categoria "melhor novela", a qual venceu.
| Site responsável  | Categoria     | Indicação | Resultado |
| ----------------- | ------------- | --------- | --------- |
| Retropectiva 2013 | Melhor Novela | —         | Venceu    |